# Hyctiota
Hyctiota Strand, 1911 è un genere di ragni appartenente alla famiglia Salticidae.

## Distribuzione
L'unica specie oggi nota di questo genere è stata rinvenuta nell'arcipelago delle Molucche.

## Tassonomia
Normalmente considerata incertae sedis; rivalutata come genere a sé da uno studio dell'aracnologo Prószynski del 1984.
A dicembre 2010, si compone di una sola specie:
- Hyctiota banda Strand, 1911[2] — Arcipelago delle Molucche